# El Montmell
El Montmell (spanisch Montmell) ist eine Gemeinde (municipi) mit 1.917 Einwohnern (Stand: 2024) in der Provinz Tarragona in der Autonomen Gemeinschaft Katalonien im Nordosten Spaniens. Zur Gemeinde gehören die Ortschaften La Joncosa de Montmell, Aiguaviva und Can Ferrer de la Cogullada sowie der Wüstung Marmellar.

## Geographische Lage
El Montmell liegt zwischen Barcelona (60 km in westsüdwestlicher Richtung entfernt) und Tarragona (30 km in nordöstlicher Richtung entfernt) in einer Höhe von ca. 430 m. 

## Bevölkerungsentwicklung
| Jahr      | 1970 | 1981 | 1991 | 2001 | 2011 | 2021 |
| Einwohner | 213  | 162  | 280  | 386  | 1509 | 1730 |

## Sehenswürdigkeiten
- Burgruine von Marmellar
- Burgruine von El Montmell
- Burgruine in Can Ferrer
- Menhir Pedra Alta von Can Ferrer
- Peterskirche (Església de Sant Pere) in Aiguaviva
- neue Michaeliskirche in El Montmell
- Michaeliskirche in Joncosa del Montmell
- Michaeliskirche in Can Ferrer

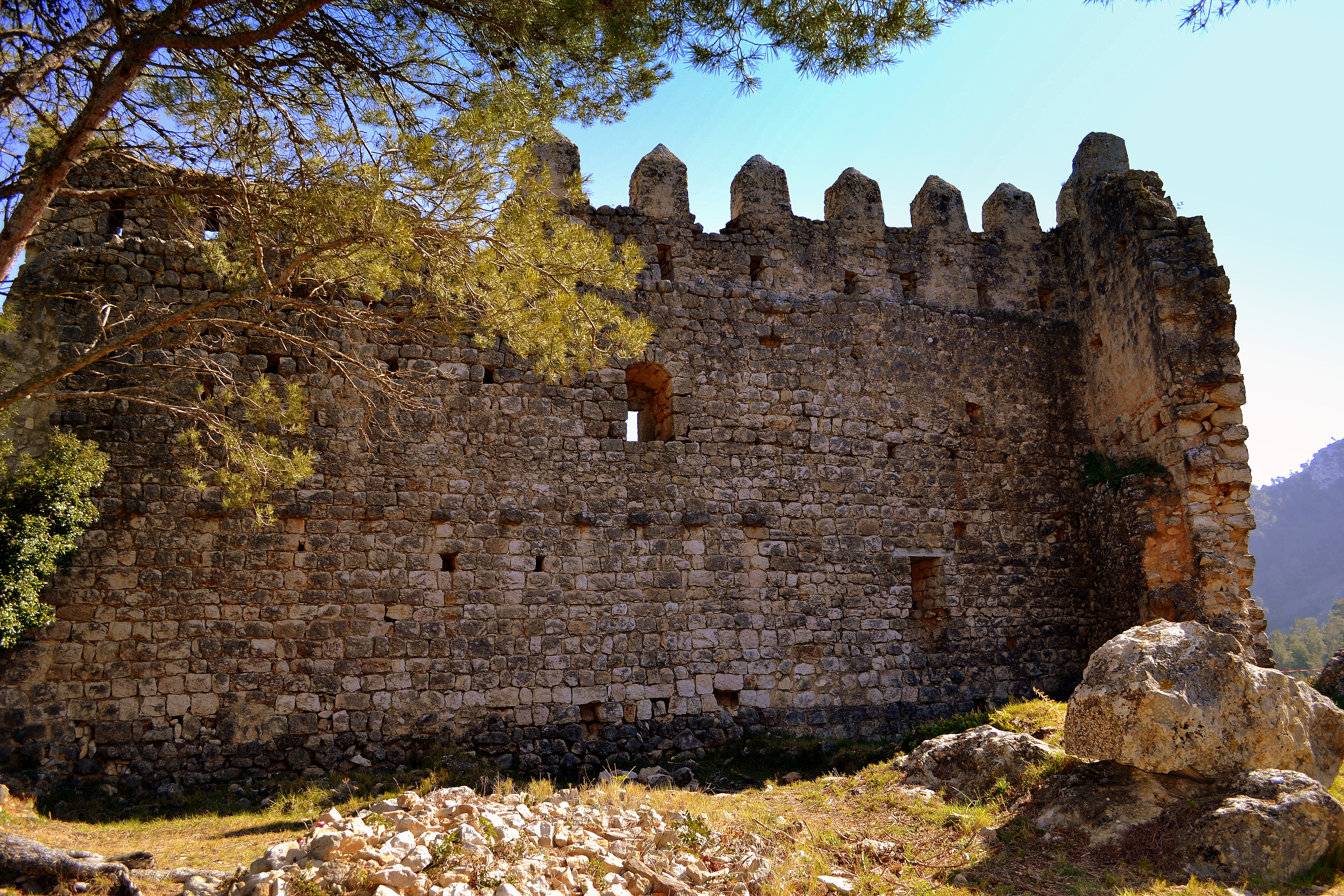
Burgruine Marmellar
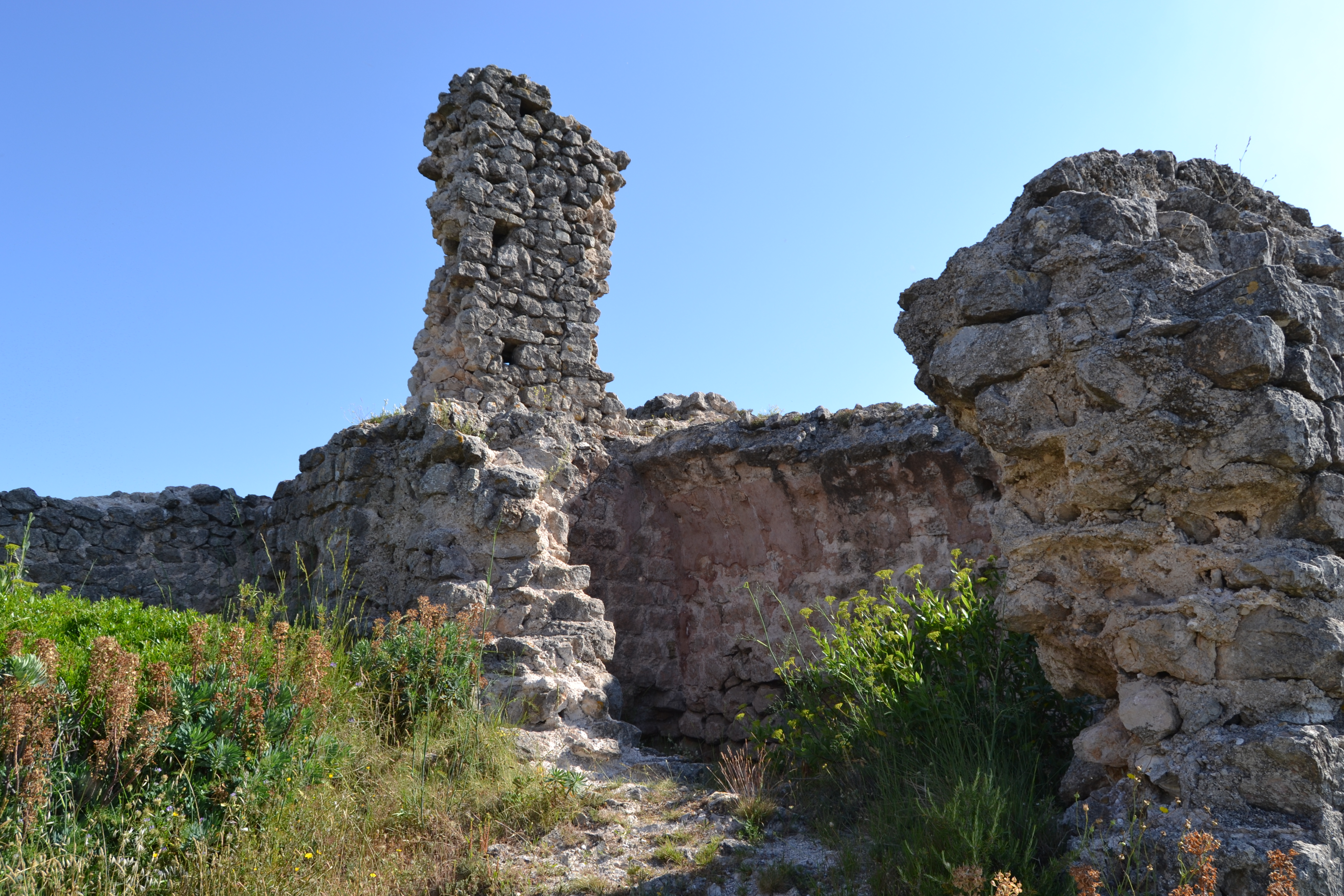
Burgruine El Montmell
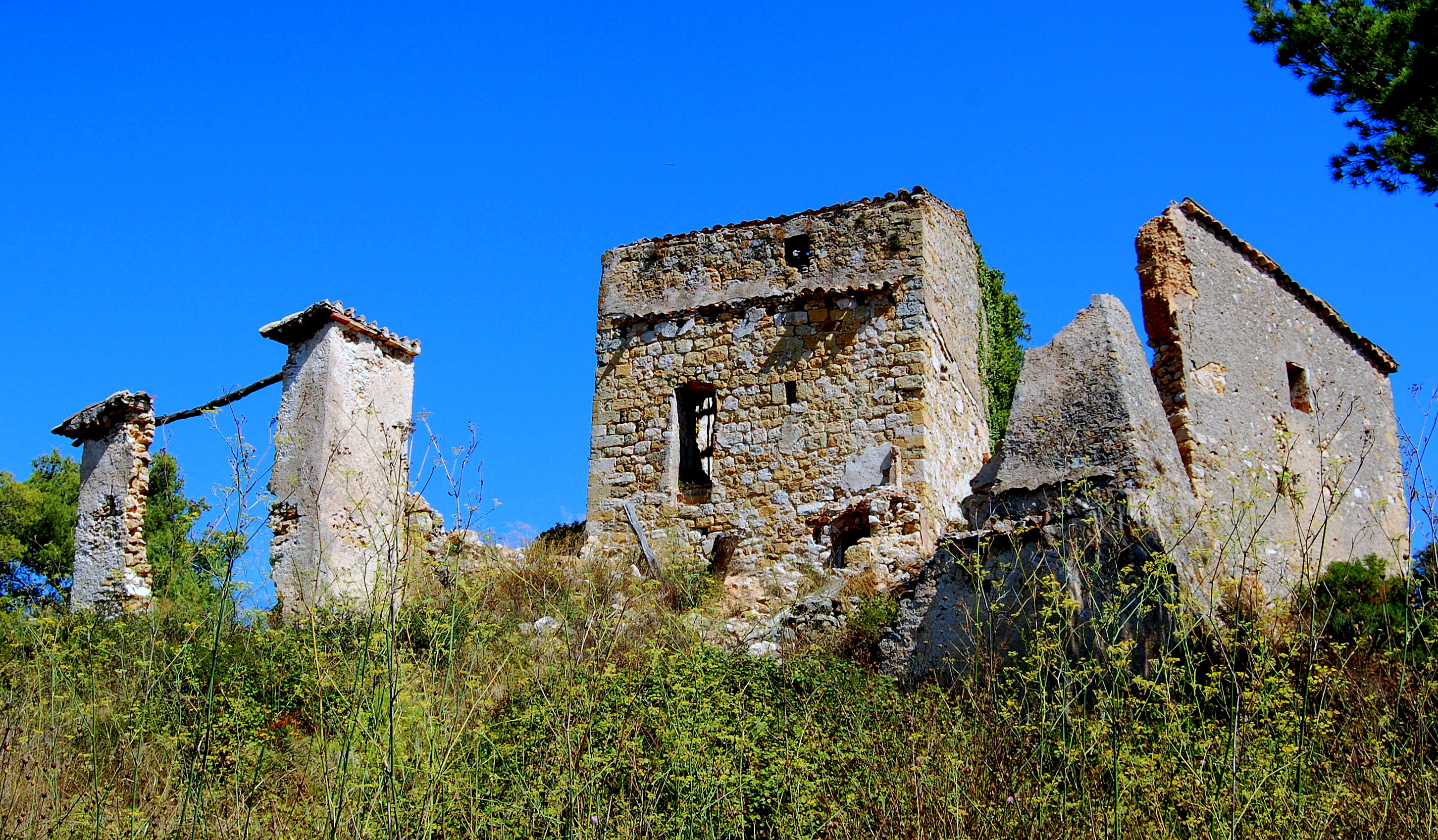
Burgruine in Can Ferrer
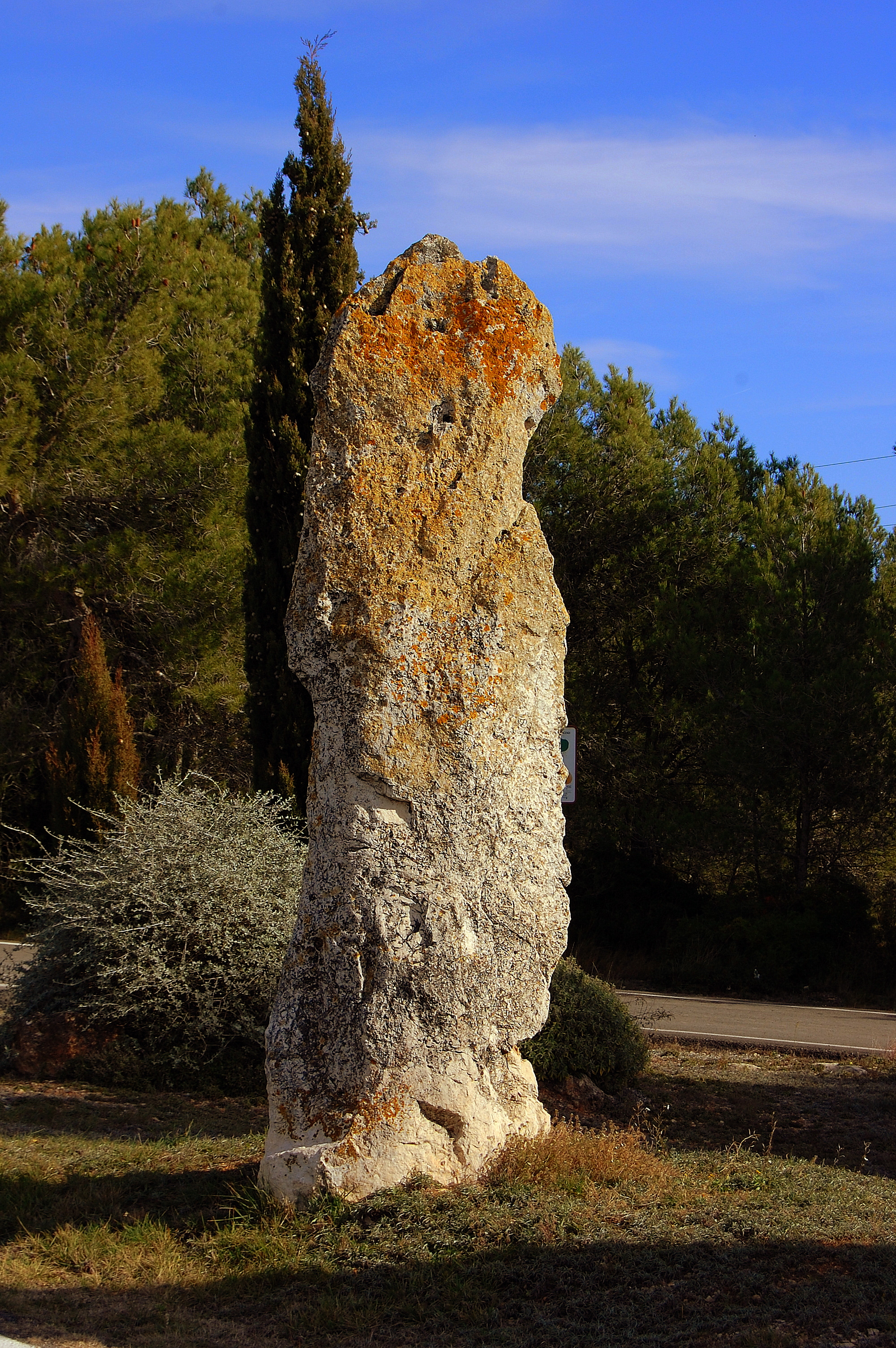
Menhir Pedra Alta von Can Ferrer
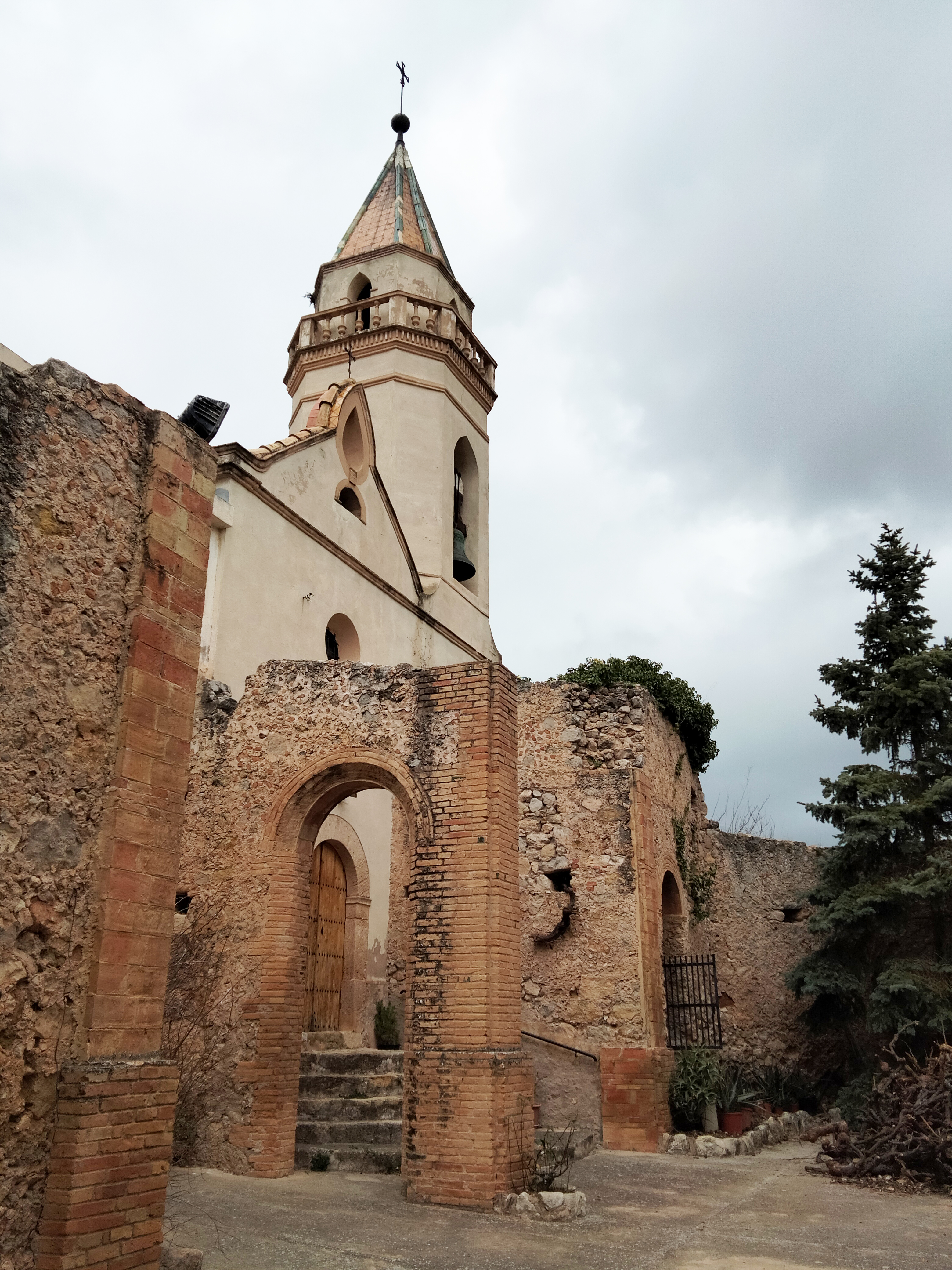
Michaeliskirche in Joncosa del Montmell
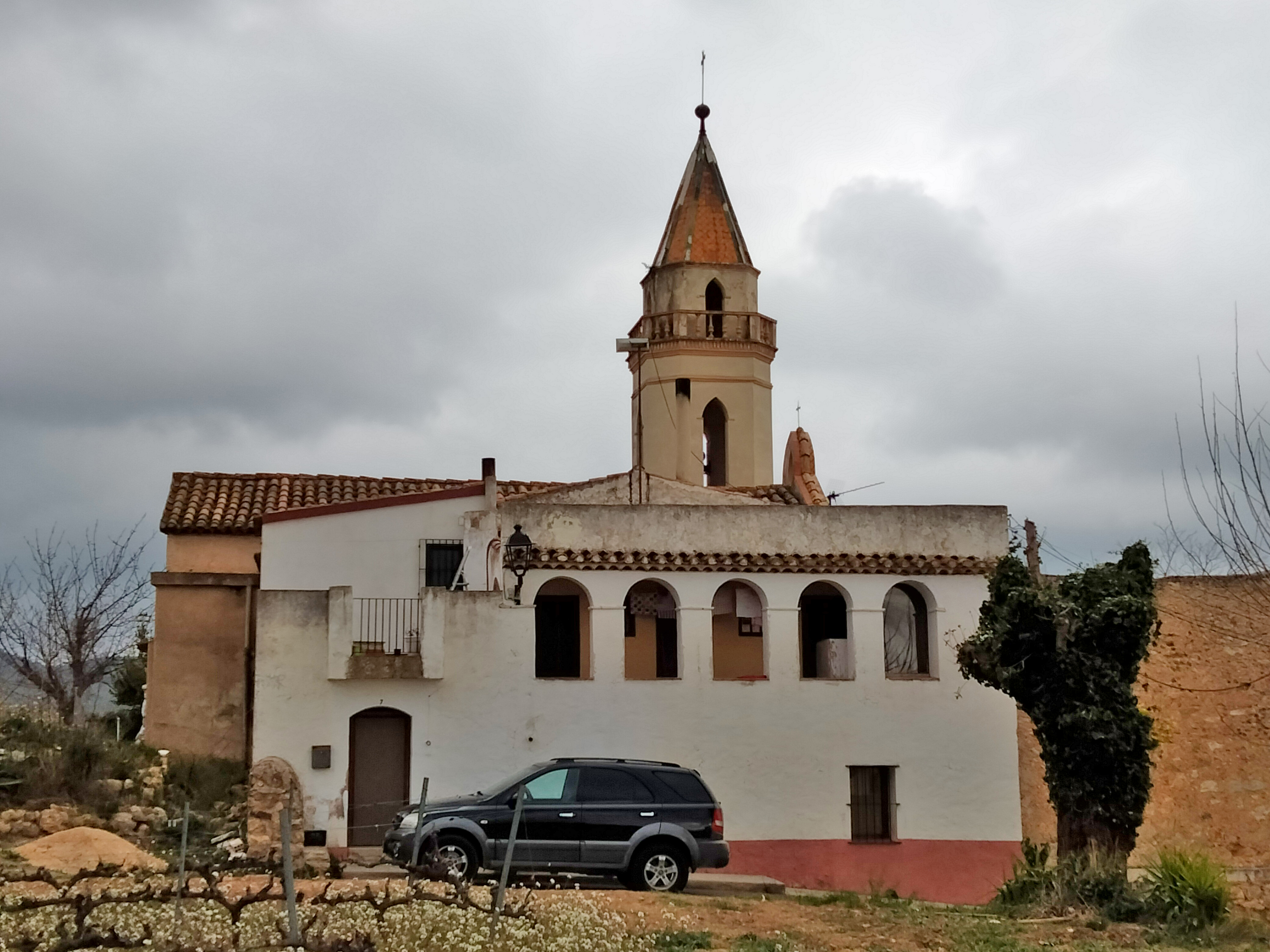
Neue Michaeliskirche in El Montmell
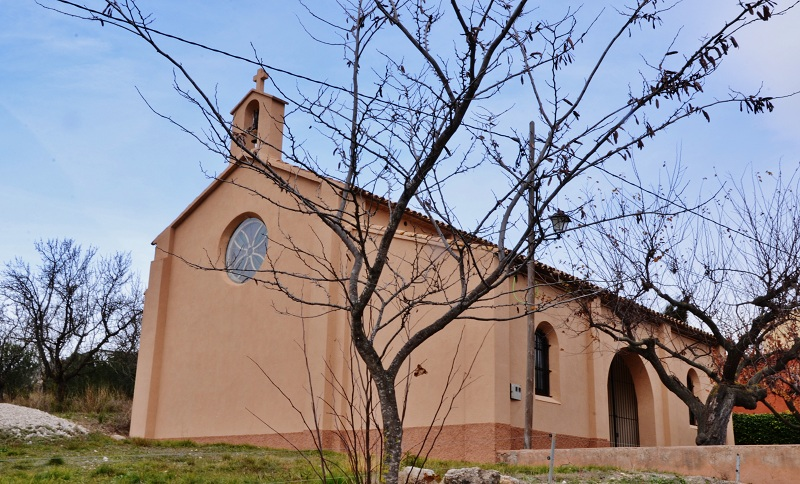
Michaeliskirche in Can Ferrer
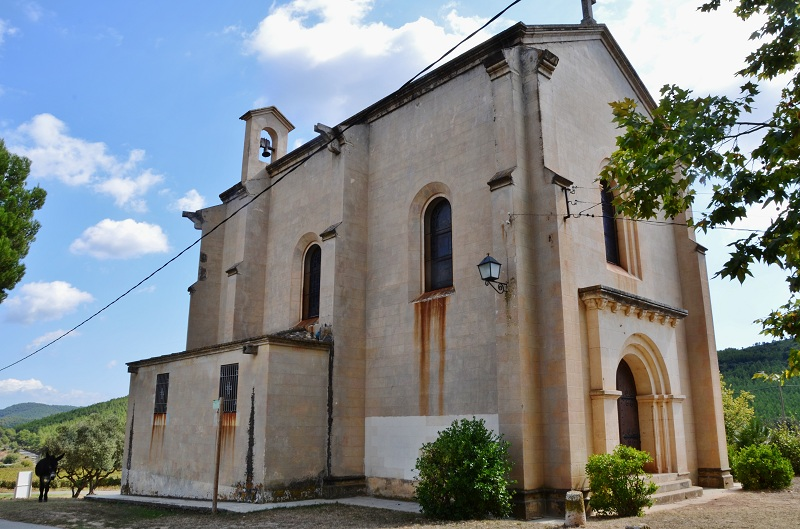
Peterskirche